# Geonoma weberbaueri
Geonoma weberbaueri är en enhjärtbladig växtart som beskrevs av Carl Lebrecht Udo Dammer och Karl Ewald Maximilian Burret. Geonoma weberbaueri ingår i släktet Geonoma och familjen Arecaceae. Inga underarter finns listade i Catalogue of Life.